# US Open-mesterskabet i herredouble 2021
US Open-mesterskabet i herredouble 2021 var den 141. turnering om US Open-mesterskabet i herredouble. Turneringen var en del af US Open 2021 og blev spillet i USTA Billie Jean King National Tennis Center i New York City, USA i perioden 1. - 10. september 2021 med deltagelse af 64 par.
Mesterskabet blev vundet af Rajeev Ram og Joe Salisbury, som dermed vandt US Open-mesterskabet i herredouble for første gang. I finalen vandt den fjerdeseedede amerikansk-britiske duo med 3-6, 6-2, 6-2 over Jamie Murray og Bruno Soares, der var seedet som nr. 7. Både Ram og Salisbury vandt dermed deres anden grand slam-titel i herredouble, efter at de havde vundet deres første titel ved Australian Open 2020. For Rajeev Ram var sejren den fjerde grand slam-titel i hans karriere, eftersom han tidligere også havde vundet to mixed double-titler. Joe Salisbury havde én grand slam-titel i mixed double på cv'et, så for ham var det karrierens tredje grand slam-titel.
Mate Pavić og Bruno Soares var forsvarende mestre men deltog i dette mesterskab med nye makkere. Pavić stillede op med Nikola Mektić som makker men tabte i første runde til det amerikanske wildcard-par Nathaniel Lammons og Jackson Withrow. Soares dannede par med Jamie Murray og tabte som nævnt i finalen.

## Pengepræmier og ranglistepoint
Den samlede præmiesum til spillerne i herredouble androg $ 3.306.000 (ekskl. per diem), hvilket var en stigning på 54,2 % i forhold til året før, hvor turneringen til gengæld kun havde haft deltagelse af 32 par.
| Resultat               | Pengepræmier | Pengepræmier | Ændring ift. 2020 | ATP-point |
| Resultat               | Pr. par      | Total        | Ændring ift. 2020 | ATP-point |
| ---------------------- | ------------ | ------------ | ----------------- | --------- |
| Vindere (1)            | $ 660.000    | $ 660.000    | +65,0 %           | 2.000     |
| Finalister (1)         | $ 330.000    | $ 330.000    | +37,5 %           | 1.200     |
| Semifinalister (2)     | $ 164.000    | $ 328.000    | +26,2 %           | 720       |
| Kvartfinalister (4)    | $ 93.000     | $ 372.000    | +2,2 %            | 360       |
| Tabere i 3. runde (8)  | $ 54.000     | $ 432.000    | +8,0 %            | 180       |
| Tabere i 2. runde (16) | $ 34.000     | $ 544.000    | +13,3 %           | 90        |
| Tabere i 1. runde (32) | $ 20.000     | $ 640.000    | [ 3 ]             | 0         |
| Samlet præmiesum       | -            | $ 3.306.000  | +54,2 %           | -         |

## Turnering

### Deltagere
Hovedturneringen havde deltagelse af 64 par, der var fordelt på:
- 57 direkte kvalificerede par i form af deres ranglisteplacering.
- 7 par, der havde modtaget et wildcard.

#### Seedede par
De 16 bedst placerede af parrene på ATP's verdensrangliste blev seedet:
| Seedning | Rang. | Spillere                            | Resultat        |
| -------- | ----- | ----------------------------------- | --------------- |
| 1        | 3     | Nikola Mektić Mate Pavić            | Første runde    |
| 2        | 9     | Marcel Granollers Horacio Zeballos  | Kvartfinalister |
| 3        | 11    | Pierre-Hugues Herbert Nicolas Mahut | Kvartfinalister |
| 4        | 13    | Rajeev Ram Joe Salisbury            | Mestre          |
| 5        | 19    | Juan Sebastián Cabal Robert Farah   | Første runde    |
| 6        | 31    | Kevin Krawietz Horia Tecău          | Kvartfinalister |
| 7        | 33    | Jamie Murray Bruno Soares           | Finalister      |
| 8        | 39    | John Peers Filip Polášek            | Semifinalister  |
| 9        | 39    | Łukasz Kubot Marcelo Melo           | Første runde    |
| 10       | 51    | Wesley Koolhof Jean-Julien Rojer    | Tredje runde    |
| 11       | 52    | Raven Klaasen Ben McLachlan         | Anden runde     |
| 12       | 53    | Tim Pütz Michael Venus              | Første runde    |
| 13       | 58    | Rohan Bopanna Ivan Dodig            | Tredje runde    |
| 14       | 60    | Simone Bolelli Máximo González      | Anden runde     |
| 15       | 60    | Andrej Golubev Andreas Mies         | Tredje runde    |
| 16       | 61    | Sander Gillé Joran Vliegen          | Anden runde     |

#### Wildcards
Syv par modtog et wildcard til hovedturneringen.
| Par                                  | Resultat       |
| ------------------------------------ | -------------- |
| Christopher Eubanks Bjorn Fratangelo | Anden runde    |
| Robert Galloway Alex Lawson          | Anden runde    |
| Steve Johnson Sam Querrey            | Semifinalister |
| Evan King Hunter Reese               | Tredje runde   |
| Mitchell Krueger Michael Mmoh        | Første runde   |
| Nathaniel Lammons Jackson Withrow    | Anden runde    |
| Eliot Spizzirri Tyler Zink           | Første runde   |

### Resultater

#### Kvartfinaler, semifinaler og finale
| Steve Johnson |
| Sam Querrey   |

| Kevin Krawietz |
| Horia Tecău    |

| Steve Johnson |
| Sam Querrey   |

| Rajeev Ram    |
| Joe Salisbury |

| Rajeev Ram    |
| Joe Salisbury |

| Matthew Ebden |
| Max Purcell   |

| Rajeev Ram    |
| Joe Salisbury |

| John Peers    |
| Filip Polášek |

| Jamie Murray |
| Bruno Soares |

| Pierre-Hugues Herbert |
| Nicolas Mahut         |

| John Peers    |
| Filip Polášek |

| Jamie Murray |
| Bruno Soares |

| Jamie Murray |
| Bruno Soares |

| Marcel Granollers |
| Horacio Zeballos  |

#### Første, anden og tredje runde
| Nikola Mektić |
| Mate Pavić    |

| Nathaniel Lammons |
| Jackson Withrow   |

| Nathaniel Lammons |
| Jackson Withrow   |

| Luke Saville       |
| John-Patrick Smith |

| Ričardas Berankis |
| Benoît Paire      |

| Ričardas Berankis |
| Benoît Paire      |

| Ričardas Berankis |
| Benoît Paire      |

| Steve Johnson |
| Sam Querrey   |

| Steve Johnson |
| Sam Querrey   |

| Marcelo Arévalo  |
| Matwé Middelkoop |

| Steve Johnson |
| Sam Querrey   |

| Cameron Norrie     |
| Jan-Lennard Struff |

| Simone Bolelli  |
| Máximo González |

| Simone Bolelli  |
| Máximo González |

| Raven Klaasen |
| Ben McLachlan |

| Mitchell Krueger |
| Michael Mmoh     |

| Raven Klaasen |
| Ben McLachlan |

| Santiago González |
| Andrés Molteni    |

| Santiago González |
| Andrés Molteni    |

| Robin Haase        |
| Mackenzie McDonald |

| Santiago González |
| Andrés Molteni    |

| Frederik Løchte Nielsen |
| Vasek Pospisil          |

| Kevin Krawietz |
| Horia Tecău    |

| Marcon Giron    |
| André Göransson |

| Frederik Løchte Nielsen |
| Vasek Pospisil          |

| Márton Fucsovics  |
| Stefano Travaglia |

| Kevin Krawietz |
| Horia Tecău    |

| Kevin Krawietz |
| Horia Tecău    |

| Rajeev Ram    |
| Joe Salisbury |

| Kwon Soon-Woo |
| Divij Sharan  |

| Rajeev Ram    |
| Joe Salisbury |

| John Millman    |
| Thiago Monteiro |

| John Millman    |
| Thiago Monteiro |

| Alex de Minaur |
| Matt Reid      |

| Rajeev Ram    |
| Joe Salisbury |

| Miomir Kecmanović |
| Casper Ruud       |

| Rohan Bopanna |
| Ivan Dodig    |

| Hugo Nys           |
| Arthur Rinderknech |

| Hugo Nys           |
| Arthur Rinderknech |

| James Duckworth |
| Jordan Thompson |

| Rohan Bopanna |
| Ivan Dodig    |

| Rohan Bopanna |
| Ivan Dodig    |

| Łukasz Kubot |
| Marcelo Melo |

| Evan King    |
| Hunter Reese |

| Evan King    |
| Hunter Reese |

| Harri Heliövaara |
| Henri Kontinen   |

| Dominic Inglot  |
| Austin Krajicek |

| Dominic Inglot  |
| Austin Krajicek |

| Evan King    |
| Hunter Reese |

| Dušan Lajović     |
| Brandon Nakashima |

| Matthew Ebden |
| Max Purcell   |

| Matthew Ebden |
| Max Purcell   |

| Matthew Ebden |
| Max Purcell   |

| Hubert Hurkacz |
| Szymon Walków  |

| Hubert Hurkacz |
| Szymon Walków  |

| Juan Sebastián Cabal |
| Robert Farah         |

| John Peers    |
| Filip Polášek |

| Luke Bambridge |
| Ken Skupski    |

| John Peers    |
| Filip Polášek |

| Oliver Marach  |
| Philipp Oswald |

| Jonathan Erlich |
| Lloyd Harris    |

| Jonathan Erlich |
| Lloyd Harris    |

| John Peers    |
| Filip Polášek |

| Robert Galloway |
| Alex Lawson     |

| Wesley Koolhof    |
| Jean-Julien Rojer |

| Federico Coria |
| Gianluca Mager |

| Robert Galloway |
| Alex Lawson     |

| Aslan Karatsev       |
| Aleksandr Nedovjesov |

| Wesley Koolhof    |
| Jean-Julien Rojer |

| Wesley Koolhof    |
| Jean-Julien Rojer |

| Andrej Golubev |
| Andreas Mies   |

| Pedro Martínez       |
| Albert Ramos-Viñolas |

| Andrej Golubev |
| Andreas Mies   |

| Pablo Cuevas     |
| Adrian Mannarino |

| Tomislav Brkić |
| Nikola Čačić   |

| Tomislav Brkić |
| Nikola Čačić   |

| Andrej Golubev |
| Andreas Mies   |

| Marcus Daniell    |
| Marcelo Demoliner |

| Pierre-Hugues Herbert |
| Nicolas Mahut         |

| Daniel Evans    |
| Lloyd Glasspool |

| Marcus Daniell    |
| Marcelo Demoliner |

| Eliot Spizzirri |
| Tyler Zink      |

| Pierre-Hugues Herbert |
| Nicolas Mahut         |

| Pierre-Hugues Herbert |
| Nicolas Mahut         |

| Jamie Murray |
| Bruno Soares |

| Tommy Paul     |
| Alexei Popyrin |

| Jamie Murray |
| Bruno Soares |

| Christopher Eubanks |
| Bjorn Fratangelo    |

| Christopher Eubanks |
| Bjorn Fratangelo    |

| Nicholas Monroe |
| Frances Tiafoe  |

| Jamie Murray |
| Bruno Soares |

| Laslo Đere       |
| Filip Krajinović |

| Dominik Koepfer |
| Emil Ruusuvuori |

| Neal Skupski |
| Jack Sock    |

| Neal Skupski |
| Jack Sock    |

| Dominik Koepfer |
| Emil Ruusuvuori |

| Dominik Koepfer |
| Emil Ruusuvuori |

| Tim Pütz      |
| Michael Venus |

| Sander Gillé  |
| Joran Vliegen |

| Ilja Ivasjka |
| Jaume Munar  |

| Sander Gillé  |
| Joran Vliegen |

| Jonny O'Mara         |
| Aisam-ul-Haq Qureshi |

| Jonny O'Mara         |
| Aisam-ul-Haq Qureshi |

| Ariel Behar     |
| Gonzalo Escobar |

| Jonny O'Mara         |
| Aisam-ul-Haq Qureshi |

| Jérémy Chardy  |
| Fabrice Martin |

| Marcel Granollers |
| Horacio Zeballos  |

| Jürgen Melzer |
| Marc Polmans  |

| Jérémy Chardy  |
| Fabrice Martin |

| Facundo Bagnis    |
| Federico Delbonis |

| Marcel Granollers |
| Horacio Zeballos  |

| Marcel Granollers |
| Horacio Zeballos  |